# Сшивнов, Пётр Спиридонович
Пётр Спиридонович Сшивнов (Шевнов; 13 августа 1876, Вертуновка, Саратовская губерния — 8 мая 1968, Севастополь.) — матрос крейсера «Варяг», участник русско-японской войны, участник Великой Отечественной войны.

## Биография

Сшивнов Пётр Спиридонович в бескозырке крейсера Варяг.

Родился 13 августа 1876 года в селе Вертуновка Вертуновской волости Сердобского уезда Саратовской губернии.
В 20 лет был призван на службу. Матрос 1-й статьи крейсера «Варяг». Участник русско-японской войны. Участник боя крейсера «Варяг» с японской эскадрой при Чемульпо.
После возвращения в Россию демобилизовался и поселился в Севастополе.
Участник обороны Севастополя и высадки десанта на Малую Землю в 1943 году.
После войны, по сведениям правнучки Марии Ивановой, Пётр Спиридонович обучал курсантов прыжкам с парашютом и свой последний прыжок совершил в 90-летнем возрасте.
Умер 8 мая 1968 года в Севастополе. Захоронен на Старом городском кладбище

## Награды
- «Знак отличия Военного ордена» (Георгиевский кавалер) 4 степени № 97931
- Медаль «За оборону Севастополя»
- Медаль «За отвагу» (10 марта 1955 г.)[3]
- Медаль «20 лет Победы в Великой Отечественной войне 1941—1945 гг.»

## Память
В июле 2018 года в родном селе Вертуновка установлен памятник матросу, санитару, крейсера «Варяг» Петру Спиридоновичу Сшивнову.